# Joyce Smith
Joyce Esther Smith MBE (nascida Joyce Esther Byatt; Londres, 26 de outubro de 1937) é uma ex-corredora de longa distância britânica nascida na Inglaterra.
Começou a competir nos anos 50, época em que a maior distância internacionalmente permitida para as mulheres eram os 800 m. Em 1959 e 1960, venceu o Campeonato Inglês de Cross-Country. Em 1965, com 28 anos, ela declarou que pretendia continuar competindo até no máximo os 30 anos de idade e em 1968 abandonou as pistas. No ano seguinte, porém, Smith retornou às competições e em 1971, aos 34 anos, quebrou o recorde mundial feminino dos 3000 m e conquistou a medalha de ouro no Campeonato Mundial de Cross-Country de 1972. No mesmo ano, chegou até às semifinais dos 1500 m nos Jogos de Munique 1972, sem atingir a final, mas mesmo assim quebrou duas vezes o recorde britânico feminino para a distância nas eliminatórias.
Smith só viria a alcançar maior fama internacional porém, quando resolveu se dedicar às maratonas, que cada vez mais se tornavam populares pelo mundo, já com mais de 40 anos. Em 1979, aos 42, ela venceu a Maratona Internacional Feminina Avon, em Schwalmtal, na Alemanha, e no mesmo ano e no seguinte venceu as duas primeiras edições da Maratona Internacional Feminina de Tóquio. Em 1981 Smith venceu a primeira Maratona de Londres, em 2:29:57, tornando-se a primeira mulher com mais de 40 anos a correr a distância em menos de 2h30min e repetiu a vitória no ano seguinte em 2:29:43, então recorde britânico. Nesta ocasião, tornou-se a mais velha campeã de Londres, título que mantém até os dias de hoje.
Em 1983, participou do primeiro Campeonato Mundial de Atletismo, em Helsinque, Finlândia, terminado a prova em nono lugar. No ano seguinte disputou a maratona olímpica em Los Angeles 1984, terminado na 11ª posição. Aos 46 anos na época, ela é até hoje a mais velha maratonista a ter disputado uma maratona olímpica.
Em 1986 ela retirou-se das competições e hoje, junto com o marido, técnico de atletismo, faz parte do Conselho de Curadores da Maratona de Londres.